# TACC2
TACC2‏ (Transforming acidic coiled-coil containing protein 2) هوَ بروتين يُشَفر بواسطة جين TACC2 في الإنسان.